# Distriktsrabbinat Ichenhausen
Das Distriktsrabbinat Ichenhausen entstand nach den Vorschriften des bayerischen Judenedikts von 1813 in Ichenhausen, einer Stadt im schwäbischen Landkreis Günzburg in Bayern.
Das Distriktsrabbinat Ichenhausen wurde eingerichtet, da die jüdische Gemeinde in Ichenhausen nach Fürth die zweitgrößte in Bayern war. Um 1830 waren es 1300 Personen, nahezu die Hälfte der Einwohner von Ichenhausen. 

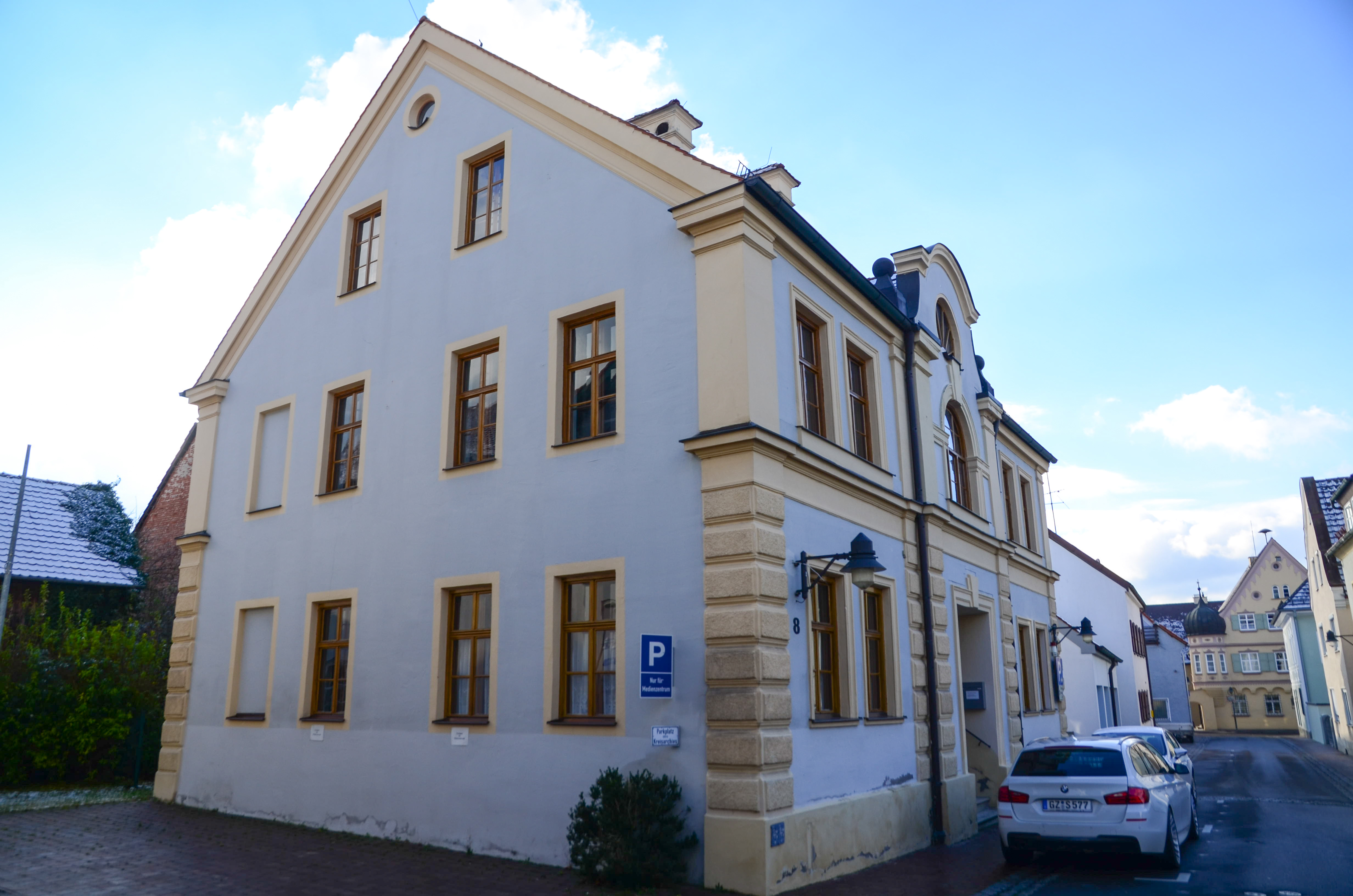
Rabbinerhaus in Ichenhausen

1894/95 errichtete die jüdische Gemeinde ein neues prächtiges Rabbinatsgebäude in der Von-Stain-Straße 8. Das alte  Rabbinatsgebäude, erbaut 1781, wurde die Wohnung des Synagogendieners.

## Aufgaben
Die Aufgaben umfassten Beratungen über Schulangelegenheiten, die Verwaltung von Stiftungen und die Verteilung von Almosen. Zur Finanzierung der Distriktsrabbinate wurden Umlagen von den einzelnen jüdischen Gemeinden bezahlt.

## Gemeinden des Distriktsrabbinats
- Jüdische Gemeinde Ichenhausen (mit Filialgemeinde Neu-Ulm)
- Jüdische Gemeinde Fischach, nach 1882

## Distriktsrabbiner
- Ahron Cohn (* 1840; gest. 1922)
- bis 1936: Simon Schwab